# Rolf Eberenz
Rolf Eberenz (Zúric, 22 d'abril de 1947) és un lingüista i professor universitari suís.

## Biografia
Va estudiar a la Universitat de Basilea, on es va doctorar en Filologia Romànica el 1972, amb una tesi sobre les denominacions medievals i renaixentistes dels vaixells en les llengües de la península Ibèrica, que conté una excepcional documentació sobre la Marina Catalana. Entre 1968 i 1969, el seu interès per l'idioma català el va portar a Barcelona, on dugué a terme les investigacions per a la seva tesi doctoral, dirigida per Germà Colón i Domènech. El 1979 va obtenir l'habilitació a la càtedra en Filologia Romànica a la Universitat de Basilea. Després d'ocupar diversos llocs docents en aquesta universitat i la de Berna i St. Gallen, va convertir-se en catedràtic a la Universitat de Lausana entre els anys 1987 i 2012, així com director del Departament de Llengua i Literatura Espanyoles.
El professor Eberenz va ser redactor del Französisches Etymologisches Wörterbuch de Walther von Wartburg (Basilea) entre 1985 i 1987, i va formar part de la Comissió científica del Thesaurus Singer Proverbiorum Medii Aevi (1988-2002). Ha estat membre del Consell de Redacció de la revista Iberoromania des del 1992, del Consell científic de la revista Vox Romanica i de la col·lecció Romanica Helvetica, des del 1994, del Consell editorial de la col·lecció Lingüística Iberoamericana, des del 2005, i del Consell editorial de la col·lecció Lingüística, d'Edicions Universitat de Navarra (EUNSA, des del 2011. Ha estat també conseller científic de l'Académie suisse des sciences humaines et sociales des del 1992 i forma part del Consell de la Fundació Walther von Wartburg (Basilea) entre els anys 2004 i 2015. Ha estudiat aspectes de la sintaxi medieval, en particular del Tirant lo Blanc. Fou elegit membre de la Junta directiva del Deutscher Hispanistenverband, càrrec que va ocupar entre 1989 i 1993, i president de la Societat Suïssa d'Estudis Hispànics entre els ays 1994 1998. També va ser elegit per la Junta directiva de l'Associació Internacional d'Història de la Llengua Espanyola entre el 2002 i el 2012, i des de 2012 va ocupar el càrrec de vicepresident.
Entre les seves línies de recerca i interès es troben la història de la llengua espanyola, l'anàlisi històrica del diàleg, les empremtes de l'oralitat en la tradició escrita de l'espanyol, la història de les idees lingüístiques, la lexicologia i lexicografia i la lingüística dels tractats de culinària i de medicina a l'edat mitjana i el Segle d'Or.

## Publicacions[1][3]
- Schiffe an den Küsten der Pyrenäenhalbinsel. Eine kulturgeschichtliche Untersuchung zur Schiffstypologie und -terminologie in den iberoromanischen Sprachen bis 1600 (‘Vaixells a les costes de la península ibèrica. Una investigació històrico-cultural sobre la tipologia i terminologia dels vaixells en les llengües ibèriques fins a 1600’, 1975)
- Tempus und Textkonstitution im Spanischen. Eine Untersuchung zum Verhalten der Zeitform auf Satz- und Textebene (1981)
- Semiótica y morfología textual del cuento naturalista (1989)
- El español en el otoño de la Edad Media (2000)
- Conversaciones estrechamente vigiladas: interacción coloquial y español oral en las actas inquisitoriales de los siglos XV a XVII (conjuntament amb Mariela de La Torre, 2006)